# Miquel Querol i Gavaldà
Miquel Querol i Gavaldà   (Ulldecona, 22 d'abril de 1912 - Vinaròs, 26 d'agost de 2002) fou un musicòleg i compositor català.

## Biografia
Als dotze anys va entrar com a intern al seminari de Sant Josep de la ciutat de Tortosa, on va rebre entre altres assignatures una formació musical a càrrec de mossèn Pedret. Segons Querol relata a la introducció de la seva obra Poesies: 
| « | Entre les assignatures corresponents al tercer any de carrera eclesiàstica, teníem una assignatura titulada «Retórica i Poética» essent el seu professor un sacerdot que es deia mossèn Pedret. Allí vaig aprendre què era un rodolí, un tercet, una quarteta, una octava real, un sonet, un madrigal [...]. Però el més important del cas era que ens demanà que a la classe següent li portéssim tota aquesta llista de combinacions mètriques amb poesies fetes per nosaltres mateixos. — Querol, Miquel: Poesies. Tarragona: Autoritat portuària de Tarragona.1998 pàg.17 | » |

 Es formà a partir de l'any 1926 a l'escolania de Montserrat, on estudià amb Ildefons Pinell, i el 1936, a Barcelona amb Joan Lamote de Grignon. Des del 1946 fou secretari de l'Instituto Español de Musicología, del qual en fou director del 1969 al 1982, el 1952 fou membre del Consejo Nacional de Música i professor d'història de la música de la universitat de Barcelona fins al 1970. Fou professor de musicologia i d'història de la música, al Conservatori del Liceu. Des del 1973 presidí la Societat Catalana de Musicologia. Ha escrit un gran nombre de composicions musicals en les quals destacà el seu domini de l'escriptura vocal, i ha preparat edicions de repertoris de música dels segles xvi i xvii, així com estudis del barroc musical català i espanyol. Ha estat també col·laborador del Diccionario de la Música Labor (1954). Entre els anys 1969 i 1982 va ser director del Departament de Musicologia de la Institució Milà i Fontanals. Precisament des de la Institució Milà i Fontanals s'ocupà entre els anys 1970 i 1982 de la direcció de la col·lecció de llibres Monumentos de la Música Española, que havia creat i dirigit anteriorment Higini Anglès i Pàmies.
Entre altres condecoracions va rebre el premi Nacional del Ministeri de Cultura (1986), la Creu de Sant Jordi el 1997, la Medalla d'Or del Conservatori del Liceu el 1999, i és doctor honoris causa per la Universitat Autònoma de Barcelona i per la Universitat de Granada, i també acadèmic honorífic de la Reial Acadèmia Catalana de Belles Arts de Sant Jordi.
Bona part del fons de Miquel Querol es conserva a la Biblioteca de Catalunya.

## Obres
- La escuela estética catalana contemporánea (1953)
- La música en las obras de Cervantes (1948)
- El Cancionero Musical de la Casa de Medinaceli (1949-1950)
- Romances y letras a tres voces (1956)
- F. Guerrero: Canciones y villanescas espirituales (1955, 1957)
- Antología de villancicos y romances de los siglos XV-XVII (1962)
- Transcripción e interpretación de la Polifonía Española de los siglos XV y XVI (1975)